# Arctosa tridens
Arctosa tridens är en spindelart som först beskrevs av Simon 1937.  Arctosa tridens ingår i släktet Arctosa och familjen vargspindlar.
Artens utbredningsområde är Algeriet. Inga underarter finns listade i Catalogue of Life.